# Jonas Gunnarsson (ishockeymålvakt)
Jonas Gunnarsson, född 31 mars 1992 i Eksjö, är en svensk professionell ishockeymålvakt som spelar för Ilves.